# Amtsgericht Oberaula
Das Amtsgericht Oberaula (bis 1867 Justizamt Oberaula) war bis 1945 ein Gericht der ordentlichen Gerichtsbarkeit mit Sitz in Oberaula im heutigen Schwalm-Eder-Kreis in Nordhessen.

## Geschichte
Seit dem Mittelalter bestand das Gericht Oberaula. Die Rechtsprechung der niederen Gerichtsbarkeit wurde in der Landgrafschaft Hessen-Kassel durch den Amtmann des Amtes Oberaula wahrgenommen.
Die Neuregelung des Justizwesens im Königreich Westphalen 1807 führte zu der Trennung von Rechtsprechung und Verwaltung. Der Kanton Oberaula war nun für die Verwaltung, das Friedensgericht Oberaula für die Rechtsprechung zuständig. Das Friedensgericht unterstand dem Distriktgericht Hersfeld, das für den Distrikt Hersfeld zuständig war. Mit dem Ende des Königreichs Westphalen im Jahre 1813 wurde die Trennung von Rechtsprechung und Verwaltung rückgängig gemacht und das Kurfürstentum Hessen führte 1814 das Amt Oberaula wieder ein. Mit Edikt vom 29. Juni 1821 wurden in Kurhessen Verwaltung und Justiz getrennt. Nun waren Justizämter für die erstinstanzliche Rechtsprechung zuständig, die Verwaltung wurde von Landkreisen übernommen (hier der Kreis Ziegenhain). Im Oberaula wurde das Justizamt Oberaula eingerichtet.
Nach der Annexion Kurhessens durch Preußen wurde das Justizamt 1867 zum königlich Preußischen Amtsgericht Oberaula. Es war nun dem Kreisgericht Marburg zugeordnet. Auch mit dem Inkrafttreten des Gerichtsverfassungsgesetzes 1877 blieb das Amtsgericht Oberaula bestehen. Das Amtsgericht Oheraula war ab dem 15. Juli 1943 nur noch Zweigstelle des Amtsgerichts Treysa und ab März 1947 Zweigstelle des Amtsgerichts Neukirchen. Die Zweigstelle wurde am 30. Juni 1969 aufgehoben. Der Bezirk des ehemaligen Amtsgerichts Oberaula ging mit diesem Tag im Bezirk des Amtsgerichts Treysa auf.

## Obergericht
Das Justizamt Oberaula war dem Obergericht Marburg nachgeordnet. Von 1848 bis 1851 bestand kurzzeitig ein Obergericht Rotenburg, dessen Gerichtsbezirk das Justizamt Oberaula zugeordnet war. Nach der Auflösung dieses Obergerichts wurde Marburg (seit 1867 unter dem Namen Landgericht Marburg) wieder das zuständige Gericht zweiter Instanz.

## Richter
Folgende Richter wirkten am Gericht:
- Justizbeamter Wilhelm August Ferdinand Hermann Wachs (1821–1831)
- Justizbeamter Karl Theodor Giller (1831–1834)
- Justizbeamter Kaprisran Prehler (1834–1842)
- Justizbeamter Friedrich Wilcke (1843–1845)
- Justizbeamter Ludwig Schantz (1845–1851)
- Justizbeamter Karl August Westphal (1851–1864)
- Justizbeamter Karl Wilhelm Bezzenberger (1864–1872) (ab 1. September 1867: Amtsrichter)
- Amtsrichter Hermann Coing (1872–1877)
- Amtsrichter Kulenkamp (1877–1885)
- Amtsrichter Adolf Schulin (1885–1902)
- Amtsrichter Wenderoth (1902–1911)
- Amtsrichter Karl Hermann August Siemens (1911–1925)
- Amtsrichter Erich Hoffmann (1925–1937)
- Amtsrichter Erich Vasters (1937–1944)

## Gebäude
Das Justizamt war zunächst behelfsmäßig eingerichtet und verfügte über kein eigenes Gebäude. 1842 wurde ein dreigeschossiger Bruchsteinbau als Gerichtsgebäude gebaut. Es beinhaltete auch die Richterwohnung und das Gerichtsgefängnis. Das Haus wurde bis zur endgültigen Einstellung des Gerichtsbetriebs 1969 für Gerichtszwecke genutzt. 1970 erwarb die Gemeinde das Gebäude und nutzte es als Rathaus. Die Adresse ist Hersfelder Straße 4.